# Pteromalus tessellatus
Pteromalus tessellatus är en stekelart som beskrevs av Julius Theodor Christian Ratzeburg 1852. Pteromalus tessellatus ingår i släktet Pteromalus och familjen puppglanssteklar.
Artens utbredningsområde är Tyskland. Inga underarter finns listade i Catalogue of Life.